# Tillandsia kirchhoffiana
Tillandsia kirchhoffiana là một loài thuộc chi Tillandsia. Đây là loài đặc hữu của México.